# Tweede Kamerverkiezingen in het kiesdistrict Winschoten (1888-1918)

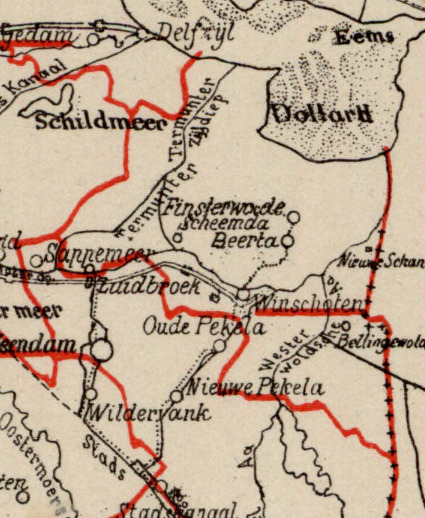
Kiesdistrict Winschoten (1888)

Tweede Kamerverkiezingen in het kiesdistrict Winschoten (1888-1918) geeft een overzicht van verkiezingen voor de Nederlandse Tweede Kamer in het kiesdistrict Winschoten in de periode 1888-1918.
Het kiesdistrict Winschoten was al ingesteld in 1848. De indeling van het kiesdistrict werd gewijzigd na de grondwetsherziening van 1887; tevens werd het kiesdistrict toen omgezet in een enkelvoudig district. Tot het kiesdistrict behoorden vanaf dat moment de volgende gemeenten: Beerta, Bellingwolde, Finsterwolde, Midwolda, Nieuweschans, Nieuwolda, Noordbroek, Scheemda, Termunten, Wedde, Winschoten en Zuidbroek.
Het kiesdistrict Winschoten vaardigde in dit tijdvak per zittingsperiode één lid af naar de Tweede Kamer. 
Legenda
- cursief: in de eerste verkiezingsronde geëindigd op de eerste of tweede plaats, en geplaatst voor de tweede ronde;
- vet: gekozen als lid van de Tweede Kamer.

## 6 maart 1888
De verkiezingen werden gehouden na vervroegde ontbinding van de Tweede Kamer.
|                      | 6 maart | 20 maart |
| -------------------- | ------- | -------- |
| Kiesgerechtigden     | 3.022   | 3.022    |
| Opkomst              | 2.525   | 2.550    |
| Geldige stemmen      | 2.517   | 2.552    |
| Blanco stemmen       | 5       | 8        |
| Kandidaten           |         |          |
| D. de Ruiter Zijlker | 985     | 1.423    |
| D.R. Mansholt        | 992     | 1.129    |
| P. Dijkhuis          | 512     |          |

## 9 juni 1891
De verkiezingen werden gehouden na ontbinding van de Tweede Kamer.
|                      | 9 juni | 23 juni |
| -------------------- | ------ | ------- |
| Kiesgerechtigden     | 3.076  | 3.076   |
| Opkomst              | 2.240  | 2.542   |
| Geldige stemmen      | 2.232  | 2.529   |
| Blanco stemmen       | 6      | 10      |
| Kandidaten           |        |         |
| B.L. Tijdens         | 725    | 1.514   |
| D. de Ruiter Zijlker | 920    | 1.015   |
| A. Brummelkamp       | 292    |         |
| D.R. Mansholt        | 265    |         |

## 10 april 1894
De verkiezingen werden gehouden na vervroegde ontbinding van de Tweede Kamer.
|                  | 10 april |
| ---------------- | -------- |
| Kiesgerechtigden | 3.020    |
| Opkomst          | 1.137    |
| Geldige stemmen  | 1.110    |
| Blanco stemmen   | 22       |
| Kandidaten       |          |
| B.L. Tijdens     | 995      |
| D.R. Mansholt    | 33       |

## 15 juni 1897
De verkiezingen werden gehouden na ontbinding van de Tweede Kamer.
|                  | 15 juni | 25 juni |
| ---------------- | ------- | ------- |
| Kiesgerechtigden | 6.090   | 6.090   |
| Opkomst          | 4.342   | 3.882   |
| Geldige stemmen  | 4.281   | 3.882   |
| Blanco stemmen   | 61      | 0       |
| Kandidaten       |         |         |
| P.J. Troelstra   | 1.216   | 2.276   |
| D. Bos           | 1.415   | 1.606   |
| B.L. Tijdens     | 1.032   |         |
| A. Wiersinga     | 618     |         |

## 27 juli 1897
Pieter Jelles Troelstra was bij de verkiezingen van 15 en 25 juni 1897 gekozen in drie kiesdistricten, Leeuwarden, Tietjerksteradeel en Winschoten. Hij opteerde voor Tietjerksteradeel, als gevolg waarvan in Winschoten een naverkiezing gehouden werd. 
|                  | 27 juli | 3 augustus |
| ---------------- | ------- | ---------- |
| Kiesgerechtigden | 6.090   | 6.090      |
| Opkomst          | 3.908   | 4.469      |
| Geldige stemmen  | 3.875   | 4.402      |
| Blanco stemmen   | 33      | 67         |
| Kandidaten       |         |            |
| B.L. Tijdens     | 1.208   | 2.233      |
| H.H. van Kol     | 1.181   | 2.169      |
| C.V. Gerritsen   | 1.050   |            |
| P. Dijkhuis      | 436     |            |

## 14 juni 1901
De verkiezingen werden gehouden na ontbinding van de Tweede Kamer.
|                  | 14 juni | 27 juni |
| ---------------- | ------- | ------- |
| Kiesgerechtigden | 6.004   | 6.004   |
| Opkomst          | 3.950   | 4.637   |
| Geldige stemmen  | 3.883   | 4.599   |
| Blanco stemmen   | 67      | 38      |
| Kandidaten       |         |         |
| D. Bos           | 1.314   | 2.495   |
| H.H. van Kol     | 1.254   | 2.104   |
| J.C. Wirtz       | 697     |         |
| B.L. Tijdens     | 335     |         |
| E. Brader        | 283     |         |

## 16 juni 1905
De verkiezingen werden gehouden na ontbinding van de Tweede Kamer.
|                      | 16 juni |
| -------------------- | ------- |
| Kiesgerechtigden     | 6.877   |
| Opkomst              | 4.435   |
| Geldige stemmen      | 4.332   |
| Blanco stemmen       | 103     |
| Kandidaten           |         |
| D. Bos               | 2.396   |
| J.F. Heemskerk       | 999     |
| H.J. Kenter          | 873     |
| H. Thoden van Velzen | 64      |

## 11 juni 1909
De verkiezingen werden gehouden na ontbinding van de Tweede Kamer.
|                  | 11 juni | 23 juni |
| ---------------- | ------- | ------- |
| Kiesgerechtigden | 7.175   | 7.175   |
| Opkomst          | 4.301   | 4.602   |
| Geldige stemmen  | 4.225   | 4.559   |
| Blanco stemmen   | 76      | 43      |
| Kandidaten       |         |         |
| D. Bos           | 2.032   | 3.309   |
| J.F. Heemskerk   | 1.174   | 1.250   |
| H.J. Kenter      | 1.019   |         |

## 17 juni 1913
De verkiezingen werden gehouden na ontbinding van de Tweede Kamer.
|                  | 17 juni | 25 juni |
| ---------------- | ------- | ------- |
| Kiesgerechtigden | 8.016   | 8.016   |
| Opkomst          | 5.772   | 5.745   |
| Geldige stemmen  | 5.708   | 5.709   |
| Blanco stemmen   | 64      | 36      |
| Kandidaten       |         |         |
| D. Bos           | 2.396   | 3.172   |
| L.M. Hermans     | 2.303   | 2.537   |
| F.G. Petersen    | 1.009   |         |

## 17 juni 1916
Dirk Bos, gekozen bij de verkiezingen van 17 en 25 juni 1913, overleed op 6 mei 1916. Om in de ontstane vacature te voorzien werd een tussentijdse verkiezing gehouden.
|                     | 17 juni |
| ------------------- | ------- |
| Kiesgerechtigden    | 8.858   |
| Opkomst             | 6.204   |
| Geldige stemmen     | 6.160   |
| Blanco stemmen      | 44      |
| Kandidaten          |         |
| E.A. van Beresteijn | 3.384   |
| K. Stenhuis         | 2.776   |

## 15 juni 1917
De verkiezingen werden gehouden na ontbinding van de Tweede Kamer.
|                     | 15 juni |
| ------------------- | ------- |
| Kiesgerechtigden    | 8.982   |
| Kandidaten          |         |
| E.A. van Beresteijn |         |

De zeven in de vorige Tweede Kamer vertegenwoordigde partijen hadden afgesproken in elkaars kiesdistricten geen tegenkandidaten te stellen. Van Beresteijn was derhalve de enige kandidaat; hij werd zonder nadere stemming gekozen verklaard.

## Opheffing
De verkiezing van 1917 was de laatste verkiezing voor het kiesdistrict Winschoten. In 1918 werd voor verkiezingen voor de Tweede Kamer overgegaan op een systeem van evenredige vertegenwoordiging met kandidatenlijsten van politieke partijen.